# Miért nem szóltak Evansnak?
Miért nem szóltak Evansnak? Agatha Christie detektívműve, amelyet először az Egyesült Királyságban a Collins Crime Club adott ki 1934 szeptemberében, az Egyesült Államokban pedig Dodd, Mead and Company 1935-ben, The Boomerang Clue címmel.
A regény Walesben és Hampshire-ben játszódik. Bobby Jones egy haldokló férfit talál a helyi golfpályáján. A férfi zsebében látott fényképet lecserélik, a rendőrség keresi a személyazonosságát. Bobby és barátja, Lady Frances Derwent kalandokba ütközik, miközben megfejtik a férfi utolsó szavainak rejtélyét: "Miért nem szóltak Evans-nak?".
A regényt első megjelenéskor "csiklandozó és izgató történetként" dicsérték, miszerint az olvasó biztosan szereti az amatőr detektíveket, és megbocsátja Poirot hiányát.
Élénk, cselekményekkel teli elbeszélése volt, két amatőr nyomozóval, akik „a bájt és a felelőtlenséget ravaszsággal és jó szerencsével vegyítik”. Robert Barnard 1990-ben "Lively"-nek nevezte, de Evelyn Waugh Aljas testeivel hasonlította össze, és úgy érezte, hogy a detektívek túlságosan amatőrök.